# Вітянська вулиця
Ві́тянська ву́лиця — вулиця в Голосіївському районі, місцевість Корчувате. Пролягає від Ходосівської вулиці до Новопирогівської вулиці.

## Історія
Вулиця відома з 1-ї половини XX століття, назва її походить від річки Віта, що протікає по південній околиці Києва. Назву 2-га Вітянська деякий час мала Ковельська вулиця.